# Дынкин, Михаил Абрамович
Михаи́л Абра́мович Ды́нкин (род. 24 мая 1966, Ленинград) — русский поэт.

## Биография
Родился в Ленинграде. После школы учился на географическом факультете Педагогического института им. Герцена, но не закончил его. Отслужил в рядах ВС СССР. В конце 1980-х с семьей эмигрировал в Израиль. Жил в городе Ашдоде, работал на стройках, был тренером по боевым искусствам, кинологом, затем в течение многих лет занимался картографией. С 2012 по 2015 годы жил в Москве, с осени 2015 года снова проживает в Израиле.
Основной корпус стихотворений создан в Израиле. До 2006 года Дынкин практически не издавался (исключение составляли  подборки в малотиражных израильских журналах ). Первая заметная печатная публикация — в журнале «Знамя» (№9, 2006). В том же году увидела свет большая подборка из 29 стихотворений в сборнике «Выход в город». Уже спустя год поэт выпустил книгу «Не гадай по руке» (2007).  В 2008 году расширенная и дополненная версия «Не гадай по руке» издана Водолей Publishers с послесловием Евгения Витковского. С 2006 года подборки стихотворений Михаила Дынкина постоянно появляются в литературных журналах.

### Подборки в журналах
- Михаил Дынкин в «Журнальном зале»